# Кочетки (посёлок)
Кочетки — посёлок в Меленковском районе Владимирской области России, входит в состав Илькинского сельского поселения.

## География
Посёлок расположен в 12 км на восток от центра поселения села Илькино и в 21 км на юго-восток от Меленок.

## История
После Великой Отечественной войны посёлок входил в состав Илькинского сельсовета Меленковского района, с 2005 года — в составе Илькинского сельского поселения. 

## Население
| 2002 | 2010 | 2021 |
| ---- | ---- | ---- |
| 12   | ↘1   | →1   |